# ویتال مالیا
ویتال مالیا (انگلیسی: Vittal Mallya؛ ۸ فوریه ۱۹۲۴ – ۱۳ اکتبر ۱۹۸۳) اهالی کسب‌وکار اهل هند بود، که در سال ۱۸۵۷ گروه یونایتد بریوریز را تأسیس کرد.